# Melodyka (instrument)
Melodyka, niekiedy nazywana melodyjką – niewielki, klawiszowy instrument dęty. Ma od 13 do 44 klawiszy (zazwyczaj 32 lub 37). Zbliżony budową i barwą dźwięku do harmonijki ustnej. Jej zaletą jest niska cena w stosunku do jakiegokolwiek innego instrumentu klawiszowego. Muzyk podczas gry dmucha w ustnik i naciska odpowiedni klawisz. Do instrumentu często dołączona jest giętka, plastikowa rurka przedłużająca ustnik, przez co można ją postawić i grać na niej dwiema rękami jak na keyboardzie.